# (6111) Davemckay
(6111) Davemckay es un asteroide perteneciente al cinturón de asteroides, región del sistema solar que se encuentra entre las órbitas de Marte y Júpiter, descubierto el 20 de septiembre de 1979 por Schelte John Bus desde el Observatorio del Monte Palomar, Estados Unidos.

## Designación y nombre
Designado provisionalmente como 1979 SP13. Fue nombrado Davemckay en homenaje a David McKay, del Centro Espacial Johnson de la NASA, ha ayudado a resaltar la complejidad y riqueza de la información contenida en el regolito lunar. Su estudio del meteorito marciano Allan Hills 84001 provocó que los científicos reexaminaran el tema de la vida más allá de la Tierra y llevó a la NASA a renovar los esfuerzos para explorar Marte.

## Características orbitales
Davemckay está situado a una distancia media del Sol de 2,451 ua, pudiendo alejarse hasta 2,942 ua y acercarse hasta 1,959 ua. Su excentricidad es 0,200 y la inclinación orbital 4,013 grados. Emplea 1401,57 días en completar una órbita alrededor del Sol.

## Características físicas
La magnitud absoluta de Davemckay es 13,2. Tiene 8,659 km de diámetro y su albedo se estima en 0,045. 